# Comté de Pinellas
Le comté de Pinellas (Pinellas County) est un comté situé dans l'État de Floride, aux États-Unis. Sa population était estimée en 2020 à 959 107 habitants. Son siège est Clearwater mais la plus grande ville est St. Petersburg. Le comté a été fondé en 1911 et son nom est dérivé de l'espagnol Punta Piñal (« la pointe des pins »).

## Géographie

### Comtés adjacents
- Comté de Pasco (nord)
- Comté de Hillsborough (est et sud)

### Principales villes

Localisation des municipalités du comté de Pinellas

- Belleair
- Belleair Beach
- Belleair Bluffs
- Belleair Shore
- Clearwater
- Dunedin
- Gulfport
- Indian Rocks Beach
- Indian Shores
- Kenneth City
- Largo
- Madeira Beach
- North Redington Beach
- Oldsmar
- Pinellas Park
- Redington Beach
- Redington Shores
- Safety Harbor
- Seminole
- South Pasadena
- St. Pete Beach
- St. Petersburg
- Tarpon Springs
- Treasure Island

## Démographie
| Groupe                           | Comté de Pinellas | Floride | États-Unis |
| -------------------------------- | ----------------- | ------- | ---------- |
| Blancs                           | 82,1              | 75,0    | 72,4       |
| Afro-Américains                  | 10,3              | 16,0    | 12,6       |
| Asiatiques                       | 3,0               | 2,4     | 4,8        |
| Métis                            | 2,2               | 2,5     | 2,9        |
| Autres                           | 2,0               | 3,7     | 6,4        |
| Amérindiens                      | 0,3               | 0,4     | 0,9        |
| Total                            | 100               | 100     | 100        |
|                                  |                   |         |            |
| Hispaniques et Latino-Américains | 8,0               | 22,5    | 16,7       |

Selon l'American Community Survey, en 2010 87,17 % de la population âgée de plus de 5 ans déclare parler l'anglais à la maison, 5,56 % déclare parler l'espagnol, 0,78 le vietnamien, 0,70 % le français, 0,65 % le grec, 0,56 % l'allemand, 0,52 % le serbo-croate et 4,06 % une autre langue.
| 1920   | 1930   | 1940   | 1950    | 1960    | 1970    |
| ------ | ------ | ------ | ------- | ------- | ------- |
| 28 265 | 62 149 | 91 852 | 159 249 | 374 665 | 522 329 |

| 1980    | 1990    | 2000    | 2010    | - | - |
| ------- | ------- | ------- | ------- | - | - |
| 728 531 | 851 659 | 921 482 | 916 542 | - | - |